# Gabriel Pierre Martin Dumont
Pour les articles homonymes, voir Dumont.
Gabriel Pierre Martin Dumont est un architecte français né à Paris en 1720 et mort en 1791.

## Biographie
Élève de Jean Aubert, Dumont obtint le troisième prix de l'Académie royale d'architecture en 1736 avec pour sujet « une superbe maison de campagne avec toutes ses dépendances ». L'année suivante, il obtint le Grand prix de Rome avec « deux dessins d'escaliers, l'un pour un hôtel ordinaire et l'autre pour un palais magnifique ».
Selon Michel Gallet, « sa personnalité artistique est celle d'un théoricien et d'un archéologue. » Pendant son premier séjour à Rome comme pensionnaire de l'Académie de France, bien qu'il réalisât quelques constructions pour le consul Digne, il s'attacha surtout à composer des projets d'architecture idéale. Il fut reçu le 17 avril 1746 à l'Académie de Saint-Luc, qui conserve son projet d'un « temple des trois arts ». 
Au cours d'un second séjour en Italie, il accompagna Jacques-Germain Soufflot à Paestum en 1750 et fut reçu à l'Académie de Bologne. Il se disait également membre des Académies de Rome et de Florence.
« Plus tard, il s'associa aux études de Potain sur l'architecture théâtrale, enseigna l'architecture et fit, dans l'entourage de Soufflot, une carrière d'architecte savant. » Néanmoins, dans son Essai sur l'architecture théâtrale, Pierre Patte juge sévèrement ses travaux et fait observer que son relevé du théâtre Farnèse de Parme est fautif.
Après la mort de son maître Jean Aubert en 1741, il fut chargé de conduire, selon les plans de celui-ci (approuvés en juin 1739), les travaux de construction des nouveaux bâtiments abbatiaux de l'abbaye de Chaalis, ordonnés par le comte-abbé de Clermont mais constamment retardés par le manque de fonds. Le corps de logis nord, seul achevé, ne commença de sortir de terre qu'en 1756.

## Principales réalisations

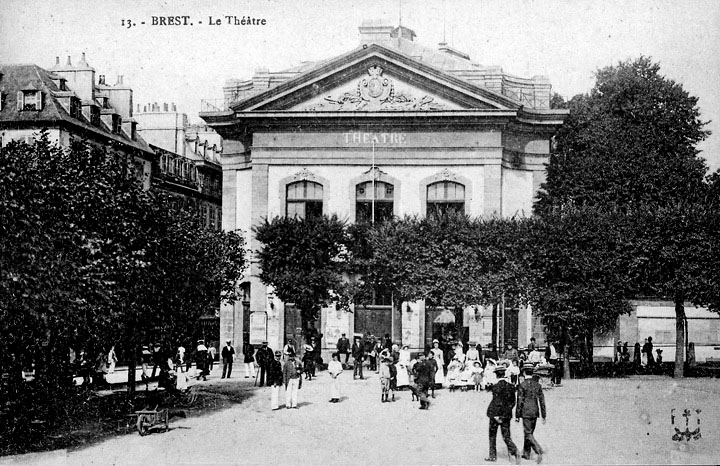
Le théâtre de Brest, 1766, détruit.

- Théâtre de Brest (1766, détruit en 1960).
- Jardin du président Antoine de Gasq au château de Mongenan à Portets, près de Bordeaux.
- Chapelle aux environs de Rome.
- Travaux décoratifs en Bourgogne.
- Immeuble no 14, rue de Tournon, Paris.

## Publications
- Détail des plus intéressantes parties d'architecture de la basilique Saint-Pierre, Paris, 1763
- Plans des trois temples de Paestum, 1764
- Recueil de plusieurs parties d'architecture sacrée et profane de différents maîtres, tant d'Italie que de France : entablements, charpentes, croisées de Rome, ruines antiques, Paris, 1767
- Projets détaillés de salles des spectacles particulières

### Sources
- Michel Gallet, Les architectes parisiens du XVIIIe siècle, Paris, Éditions Mengès, 1995  (ISBN 2856203701)